# Michael Lynton
Michael Mark Lynton (nacido el 1 de enero de 1960) es un hombre de negocios y se ha desempeñado como presidente de la junta directiva y director ejecutivo de Sony Entertainment Inc. También fue presidente y director ejecutivo de Sony Pictures Entertainment hasta 2017. Él es un ciudadano de Alemania, el Reino Unido y los Estados Unidos.

## Primeros años y educación
Lynton nació en Londres el 1 de enero de 1960. Sus padres, Marion (Sonnenberg) y Mark Lynton, eran ejecutivos de Hunter Douglas en Holanda. Sus padres eran ambos de familias judías. Su padre, nacido Max-Otto Ludwig Loewenstein, nació en 1920 en Stuttgart, Alemania, y se trasladó a Berlín dos años más tarde, cuando su padre fue nombrado jefe de una importante empresa de fabricación de automóviles alemana. Más tarde se enroló en el ejército británico, donde se desempeñó durante siete años y trabajó para la Inteligencia Británica, interrogando a los oficiales alemanes. La familia se mudó a los Estados Unidos y vivió en Scarsdale, Nueva York , durante varios años antes de trasladarse a los Países Bajos en 1969.
Lynton asistió a la Escuela Internacional de La Haya y se transfiere a Phillips Exeter Academy para su último año, donde se graduó en 1978. y recibió su licenciatura en historia de la literatura de la Universidad de Harvard en 1982. Después que trabajara en finanzas en Credit Suisse First Boston entre 1982-1985, se matriculó en la Universidad de Harvard Business School con su hermana Lili en 1985 y obtuvo un MBA en 1987.
Él es un ciudadano de los Estados Unidos y el Reino Unido. Lynton habla cuatro idiomas: En alemán inglés, francés y holandés.

## Carrera
En 1987, Lynton se unió a The Walt Disney Company, donde comenzó Disney Publishing. Posteriormente se desempeñó como presidente de Disney Hollywood Pictures desde 1992 hasta 1996. De 1996 a 2000, Lynton fue presidente y director ejecutivo de Pearson plc Penguin Group, extendiendo la marca Pingüino música en Internet. En 2000, se unió a Time Warner como CEO de AOL Europa, presidente de AOL International y presidente de Time Warner Internacional.

### Sony
En 2004, Lynton se convirtió en presidente y director ejecutivo de Sony Pictures Entertainment (SPE). Dirige las operaciones globales de SPE, incluyendo cine, la televisión y los contenidos digitales de producción y distribución, así como la adquisición de entretenimiento doméstico y la distribución, operación de instalaciones de estudio, y el desarrollo de nuevos productos de entretenimiento, servicios y tecnologías.
En abril de 2012, Sony Corporation anunció que Lynton sería, además de ocupar el cargo de presidente ejecutivo de Sony Entertainment Inc., que supervisa todos los negocios globales de entretenimiento de Sony, incluyendo Sony Music Entertainment , Sony / ATV Music Publishing , y Sony Pictures Entertainment.
Bajo el liderazgo de Lynton y el copresidente Sony Pictures Amy Pascal, Motion Pictures Group de SPE ha sido reconocido por la Academia de las Artes y las Ciencias, incluyendo nominaciones a Mejor Película de American Hustle, Captain Phillips, The Social Network, Moneyball y Zero Dark Thirty. Lynton y Pascal han supervisado franquicias de películas taquilleras como The Amazing Spider-Man, Grown Ups, Los Pitufos, y James Bond. Sony Fotos es uno de los dos estudios de cine para generar más de $ 1 mil millones en ventas de taquilla nacionales anuales por más de una década. En 2012, el estudio llevó a la industria de la cuota de mercado y rompió récords de taquilla con 4,4 mil millones dólares en ingresos en todo el mundo.
Lynton también supervisa Sony Pictures Television (SPT), que produce y distribuye programas de televisión para múltiples plataformas en los EE. UU. y en todo el mundo.  del SPT popular y galardonado programas en los EE. UU. incluyen la serie de secuencias de comandos como Breaking Bad , Justified , y La Lista Negra , serie de la realidad como Shark Tank , El Sing-Off y remodelado , así como mejor clasificado de programas de juegos y dramas diurnos incluyendo rueda de la fortuna , Jeopardy! , The Young and the Restless y Days of Our Lives . Lanzado en colaboración con Oprah Winfrey 's Harpo Productions , de SPT The Dr. Oz Show es uno de los programas sindicados más populares en América. El formato del programa ya ha sido exportado a 19 países, entre ellos Rusia , Arabia Saudita , Armenia , Colombia , Chile , Brasil y de China (donde por primera vez un estudio de Hollywood está produciendo un programa de entrevistas de la televisión china). de televisión de El estudio red de canal tiene un alcance de aproximadamente 800 millones de hogares a nivel mundial a través de su canal 126 se alimenta en más de 150 países. SPT también opera Crackle.
Lynton encabeza negocios globales de música de Sony, incluyendo Sony Music Entertainment, la segunda mayor compañía mundial de música grabada, y Sony / ATV Music Publishing, la mayor empresa de publicación de música en el mundo.  Sony Music comprende 21 registros etiquetas, incluyendo Columbia Records , RCA y Epic Records , que en conjunto cuentan con una plantilla de aproximadamente 1.500 artistas activos incluyendo Beyoncé , Justin Timberlake , Paul Simon y Michael Jackson.
Lynton y Pascal llevaron al desarrollo de dos Liderazgo Green Building Council en Ingeniería y Diseño (LEED) edificios certificados en el estudio de la ciudad de Culver mucho.

## Actividades
Lynton es miembro del Consejo de Relaciones Exteriores y el grupo de Examen de las Políticas de Cine del gobierno del Reino Unido. También es miembro de la Junta de Sindicatos del Museo del Condado de Los Ángeles de arte, el Consejo de Defensa de Recursos Naturales y el Instituto Americano de Cine, así como las tablas del USC School of Cinematic Artes, y de la Rand Corporation.
En mayo de 2012, la Asociación de Antiguos Alumnos de Harvard eligió a Lynton a la Junta de Supervisores de Harvard. Lynton unió a la junta de los medios sociales la puesta en marcha SNAPCHAT en junio de 2013.

## Vida personal
Lynton reside en Los Ángeles con su esposa Jamie (née Alter), y sus tres hijas, Eloise, Maisie y Lucinda. Madre-en-ley de Lynton es Chicago político Joanne H. Alter y su hermano-en-ley es el periodista Jonathan Alter.